# Krieg und Frieden (1972)
Krieg und Frieden (War and Peace) ist eine Fernsehadaption von Lew Nikolajewitsch Tolstois gleichnamigem Roman aus dem Jahr 1869. Die Erstausstrahlung der 20 Folgen umfassenden Serie begann am 28. September 1972.
Die BBC-Produktion erzählt Tolstois Geschichte von Liebe und Verlust vor dem Hintergrund der napoleonischen Kriege. Anthony Hopkins spielt die Hauptrolle des Pierre Besúchow, Morag Hood ist als Natáscha Rostówa, Alan Dobie als Andréj Bolkónski und David Swift als Napoleon, dessen Entscheidung zum Russlandfeldzug 1812 weitreichende Konsequenzen für jeden von ihnen und ihre Familien hat, zu sehen.
Die Serie wurde von David Conroy produziert, Regie führte John Davies. Conroys Ziel war es, Tolstois Handlung und Figuren aus dem Roman in ein 15-stündiges Drama zu überführen. Das Drehbuch stammt von Jack Pulman, die darin enthaltenen Kampfszenen wurden in Jugoslawien gedreht. Titelmelodie ist die Hymne des Russischen Reichs, gespielt von dem Orchester der Welsh Guards.
Szenenbildner Don Homfray erhielt für seine Arbeit an der Serie einen BAFTA-Award.

## Produktion
Krieg und Frieden wurde nach dem Erfolg von Literatur-Adaptionen wie Die Forsyte Saga (BBC2, 1967) produziert.
Die Kostüme wurden von Charlie Knode entworfen.
Die Produktion dauerte drei Jahre (1969–72) und die Dreharbeiten fanden in der SR Serbien und in englischen Herrenhäusern statt. In Kampfszenen sind Soldaten der jugoslawischen Territorialverteidigung zu sehen.

## Besetzung
- Anthony Hopkins: Pierre Besúchow
- Alan Dobie: Andréj Nikolájewitsch Bolkónski
- Morag Hood: Natáscha Rostówa
- Angela Down: Marie Bolkónskaja
- Rupert Davies: Graf Iljá Rostów
- Faith Brook: Gräfin Natalie Rostówa
- David Swift: Napoleon Bonaparte
- Frank Middlemass: Michail Illarionowitsch Kutusow
- Sylvester Morand: Nikolái Rostów
- Joanna David: Sonya
- Harry Locke: Platón Karatájew
- Donald Douglas: Zar Alexander I.
- John Cazabon: Michael Andreas Barclay de Tolly
- Fiona Gaunt: Hélène Kurágina, Frau von Pierre Besúchow
- Anthony Jacobs: Prinz Nikolái Bolkónski, Vater von Andréj und Marie
- Athene Fielding: Mademoiselle Bourienne, Gefährtin von Marie
- Barnaby Shaw und Rufus Frampton: Pétja Nikolái
- Peter Bathurst: Karl Ludwig von Phull
- Morris Perry: Joseph Fouché
- Geoffrey Morris: Napoleons Sekretär
- Michael Gover: Alexander Dmitrijewitsch Balaschow
- Toby Bridge: junger Nikólenka Bolkónski
- Neil Stacy: Borís Drubezkói
- Anne Blake: Prinzessin Drubezkája
- Gary Watson: Denísow
- Donald Burton: Dólochow
- Tony Steedman: Marshal Davout
- Joseph Wise: Russischer Offizier
- Colin Baker: Anatól Kurágin
- Basil Henson: Prinz Wassíli Kurágin
- Josie Kidd: Katishe
- James Appleby: Deutscher Adjutant
- Gerard Hely: Joachim Murat
- Michael Billington: Lt. Berg
- Will Leighton: Tíchon
- Patricia Shakesby: Vera Rostówa, Frau von Berg
- Alison Frazer: Prinzessin Lisa Bolkónskaja
- Richard Hurndall: Fjodor Wassiljewitsch Rostoptschin
- John Breslin: Marshal Berthier
- Pat Gorman: Französischer Sergeant
- Philip Lowrie: Französischer Captain
- Edmund Bailey: Prokofy
- Hugh Cross: Mitenka
- Richard Poore: Französischer Bote
- Barbara Young: Anna Scherer
- Karin MacCarthy: Júlja Karágin
- Maurice Quick: Pavel
- Roy Spencer: Timóchin
- Hubert Cross: Jean Rapp
- Geoffrey Denton: Gastgeber
- Tenniel Evans: Pjotr Iwanowitsch Bagration
- Gordon Faith: Galitsyn
- John Lawrence: Annas Gast
- Judith Pollard: Olga
- Edith Sharpe: Madame Scherer
- Tony Caunter: Französischer Korporal
- Erik Chitty: Gerasim

## Episoden
| Nr. | Deutscher Titel            | Originaltitel              | Zusammenfassung | Erstausstrahlung UK | Deutschsprachige Erstausstrahlung (D) |
| --- | -------------------------- | -------------------------- | --- | ------------------- | ------------------------------------- |
| 1   | Namenstag                  | Name Day                   | 1805: Die Rostóws feiern den Namenstag von Natáscha und Gräfin Rostówa. Die Familie des sterbenden Grafen Besúchow sorgt sich darüber, wer ihn beerben wird.                                         | 30. Sep. 1972       | 5. Dez. 1974                          |
| 2   | Der Krieg rückt näher      | Sounds of War              | Pierre Besúchow setzt sich mit seinem großen Erbe und dem Leben in der hohen Gesellschaftsschicht auseinander. Andréj Nikolájewitsch Bolkónski verlässt seine schwangere Frau und geht in den Krieg. | 7. Okt. 1972        | 12. Dez. 1974                         |
| 3   | Scharmützel in Schöngraben | Skirmish at Schöngraben    | Napoleons Armee macht in Europa kurzen Prozess und gewinnt die Schlacht bei Hollabrunn und Schöngrabern.                                                                                             | 14. Okt. 1972       | 21. Nov. 1974                         |
| 4   | Ein Brief und zwei Anträge | A Letter and Two Proposals | Die Rostówfamilie erhält von Nikolái Neuigkeiten aus dem Krieg. Wassíli Kurágin versucht, seine Tochter mit Pierre und seinen Sohn mit Marie Bolkónskaja zu verheiraten.                             | 21. Okt. 1972       | 28. Nov. 1974                         |
| 5   | Austerlitz                 | Austerlitz                 | Die Vorbereitungen für die Schlacht bei Austerlitz laufen. | 28. Okt. 1972       | 5. Dez. 1974                          |
| 6   | Heimkehr                   | Reunions                   | Nikolái Rostów kehrt aus dem Krieg zurück; Pierre kämpft mit seiner Ehe. | 4. Nov. 1972        | 12. Dez. 1974                         |
| 7   | Ein neuer Anfang           | New Beginnings             | 1807: Pierre verdächtig seine Frau der Untreue. Frankreich und Russland schließen Frieden. | 11. Nov. 1972       | 19. Dez. 1974                         |
| 8   | Besuch auf dem Lande       | A Beautiful Tale           | Andréj besucht die Rostóws. Zar Alexander besucht einen Ball und zwischen Andréj und Natáscha blüht Romantik auf.                                                                                    | 18. Nov. 1972       | 2. Jan. 1975                          |
| 9   | Abschied von der Kindheit  | Leave of Absence           | Andréj macht Natáscha einen Heiratsantrag. Nikolái Rostów kehrt für einen längeren Urlaub zurück. | 25. Nov. 1972       | 9. Jan. 1975                          |
| 10  | Leidenschaften             | Madness                    | Natáscha Rostówa besucht die Bolkónskis. | 2. Dez. 1972        | 16. Jan. 1975                         |
| 11  | Napoleon und der Zar       | Men of Destiny             | 1812: Napoleon marschiert in Russland ein. Pierre kann sich nicht entscheiden, ob er der Armee beitritt.                                                                                             | 9. Dez. 1972        | 23. Jan. 1975                         |
| 12  | Wechselndes Kriegsglück    | Fortunes of War            | Die Franzosen stoßen weiter vor und die Russen ziehen sich zurück; Nikolái rettet Marie vor einem Bauernaufstand.                                                                                    | 16. Dez. 1972       | 30. Jan. 1975                         |
| 13  | Borodino                   | Borodino                   | Die Bürger von Moskau müssen sich entscheiden, ob sie die Stadt aufgeben. Bei der Schlacht bei Borodino erleiden beide Seiten schwere Verluste.                                                      | 23. Dez. 1972       | 6. Feb. 1975                          |
| 14  | Flucht                     | Escape                     | Die Folgen von Borodino: Die Rostóws evakuieren verwundete Soldaten aus Moskau – unter ihnen Andréj.                                                                                                 | 30. Dez. 1972       | 13. Feb. 1975                         |
| 15  | Moskau                     | Moscow!                    | Napoleon nimmt Moskau ein, der Krieg ist jedoch noch nicht gewonnen. Pierre stellt sich vor, dass er dazu bestimmt ist, den Kaiser zu töten.                                                         | 6. Jan. 1973        | 20. Feb. 1975                         |
| 16  | Zwei Begegnungen           | Two Meetings               | Nikolái muss sich zwischen Marie und Sonya entscheiden. Natáscha pflegt den sterbenden Andréj. | 13. Jan. 1973       | 27. Feb. 1975                         |
| 17  | Leben und Tod              | Of Life and Death          | Pierre wird verhaftet; Sonya schreibt einen Brief, in dem sie Nikolái freigibt. | 20. Jan. 1973       | 6. März 1975                          |
| 18  | Der Rückzug                | The Retreat                | Napoleon zieht sich aus Moskau zurück. Pierre befindet sich unter französischen Soldaten und kommt dem Tode nahe.                                                                                    | 27. Jan. 1973       | 13. März 1975                         |
| 19  | Neue Hoffnung              | The Road to Life           | Marie versucht, Natáscha aus ihrer Trauer zu helfen. Pierre kommt nach Hause. | 1. Feb. 1973        | 20. März 1975                         |
| 20  | Sieben Jahre später        | An Epilogue                | 1820: Pierre und Natáscha sind verheiratet und haben Kinder, während sich das Trio aus Nikolái, Marie und Sonya getrennt hat.                                                                        | 8. Feb. 1973        | 27. März 1975                         |

## Rezeption
Laut Lez Cooke in British Television Drama: A History (2003) festigte Krieg und Frieden den Ruf von BBC2 als den für 'qualitativ hochwertige' literarische Dramen verantwortlichen Sender.
Louis Menand schrieb 2016 in The New Yorker: „Es zieht sich heute in Teilen hin, aber 1972 hatte noch niemand so großartiges oder ehrgeiziges Fernsehen gesehen. Die Länge – fast fünfzehn Stunden – bedeutete, dass die Serie Szenen wie die Wolfsjagd oder Denísow, der Mazurka tanzt, enthalten konnte, die dramatisch überflüssig, aber thematisch wichtig sind. Das Schauspiel ist genial, auch weil die Besetzung von Anthony Hopkins als Pierre bis David Swift als prahlerischem Napoleon inspiriert war. Jeder sieht genau so aus, wie er oder sie aussehen soll.“
Clive James kritisierte einige schauspielerische Leistungen: „Ich war gemein zu Morag Hood, als ich sagte, dass ihre Leistung mich dazu brachte, eine Plane über sie zu werfen und die Ecken festzunageln. Ich hätte dem Regisseur die Schuld geben sollen, der ihr offensichtlich gesagt hatte, sie solle jederzeit auf und ab hüpfen, um Überschwang zu vermitteln. [...] In derselben Produktion war Alan Dobie als Andréj grimmig genug, um Sie in den Schlaf zu schicken, aber Anthony Hopkins war ein perfekter Pierre: eine echte Hommage an sein Schauspiel, weil sein Standardmodus darin besteht, das Kommando zu übernehmen.“
Paul Mavis (DVD Talk) gab der Serie vier Sterne und meinte, dass „sie positiv in ihrem expansiven Format schwelgt und dem Betrachter eine bemerkenswerte Chance gibt, die verschiedenen Nuancen des Charakters und die unzähligen Permutationen wechselnder Beziehungen (sowie Tolstois zahlreiche Handlungszufälle), die dieses Mammutwerk kennzeichnen, vollständig zu erleben.“ Er lobte Alan Dobie als „uniformiert in byron'scher Pracht, [...] genau richtig als der mürrische, heldenhafte, verschlossene Andréj Bolkónski“ und lobte auch Angela Down (Maria) und Sylvester Morand (Nikolái). Jedoch kritisierte er Hoods Leistung und gab an, dass „das Casting von Morag Hood (das laut der in diesem DVD-Set enthaltenen Produktionsgeschichte eine verzweifelte Entscheidung in letzter Minute war) eine beunruhigende Fehlzündung ist. [...] Die arme Hood kann sich dem Charakter nicht einmal mit einem gewissen Maß an Glaubwürdigkeit nähern. Natáscha beginnt die Geschichte als wildes, ungestümes Mädchen von dreizehn Jahren – ein Alter und ein Temperament, bei dem es Hood offensichtlich für notwendig hielt, Natáscha wahnsinnig über alles lachen zu lassen, während sie wie ein verrücktes Ding herumspringt (Hood ist auch viel zu alt, um glaubwürdig eine Dreizehnjährige zu spielen). Was die spätere Reifung zu dieser bezaubernden, erotischen kleinen Schönheit betrifft, die alle Männer lieben, so hat entweder eine Schauspielerin diese angeborene, unerklärliche Qualität oder nicht – man kann diese mächtige Anziehungskraft nicht auf der Leinwand „spielen“. Es muss von innen kommen und einfach gesagt, Hood hat es nicht.“
Andrew D. Kaufman gab in seinem Buch Give War and Peace a Chance: Tolstoyan Wisdom for Troubled Times an, die Version sei „sehr zu empfehlen“, obwohl er den sowjetischen Film bevorzugt. James Monaco bezeichnete die Serie in How to Read a Film: The World of Movies, Media, Multimedia: Language, History, Theory als „einfach die beste Adaption [...] in irgendeinem Medium.“

## DVD-Veröffentlichung
Auf Englisch erschien die Serie 2005 als vierteiliges DVD-Boxset bei DD Home Entertainment. Das Set enthält ein von Andy Priestner geschriebenes illustriertes Booklet mit Informationen zur Entstehung der Serie. 2009 folgte eine Veröffentlichung durch Simply Home Entertainment auf fünf Discs mit 200 Bildern der Produktion. Eine deutschsprachige DVD-Veröffentlichung erfolgte in zwei Teilen mit je drei DVDs im Jahr 2011.